# Marco Civil de Internet

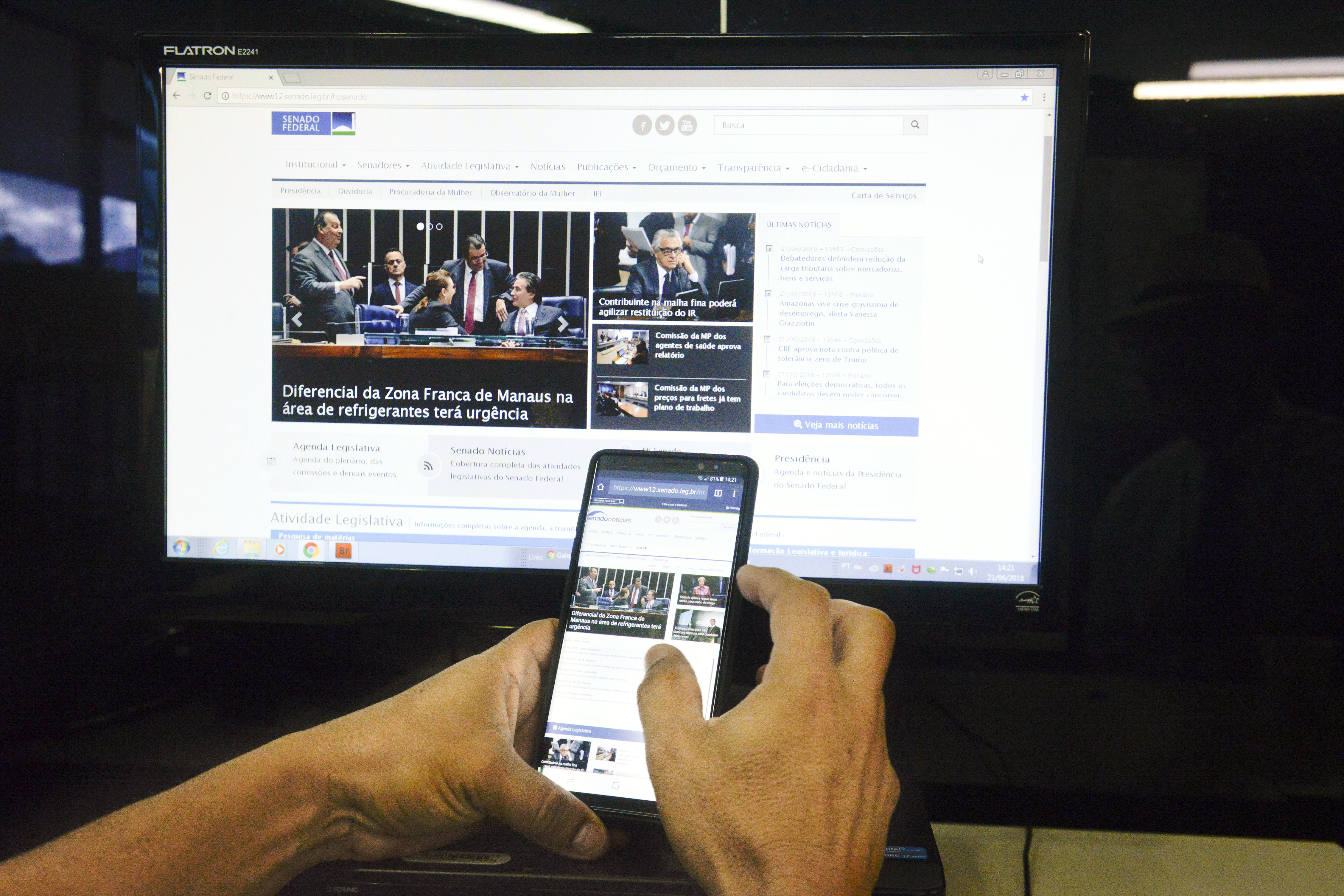
Marco Civil de Internet.

El Marco Civil de Internet (en portugués: Marco Civil da Internet) es una legislación brasileña de 2014 cuyo objetivo es introducir el respeto a los derechos civiles en el uso de internet en Brasil. Se incorporan en él los derechos de neutralidad de la red, limitación de responsabilidad para los intermediarios (ISPs), libertad de expresión y garantías de privacidad de los usuarios de internet. Fue aprobada por el Senado Federal del Brasil el 23 de abril de 2014.

## Historia
El proyecto del Marco Civil data de 2009 cuando la Secretaria de Assuntos Legislativos do Ministério da Justiça junto con Centro de Tecnologia e Sociedade da Escola de Direito de la Fundación Getúlio Vargas en Río de Janeiro, lanzaron el 29 de octubre la primera fase de un proceso colaborativo para la construcción de un marco regulatorio de internet en Brasil. La idea se basaba en una propuesta del abogado Ronaldo Lemos realizada en un artículo publicado el 22 de mayo de 2007.
Durante 2010 se llevó a cabo una segunda fase en la que se realizó una consulta pública sobre los contenidos de la ley así como varios foros de discusión. Por esta época se comenzó a referir al Marco como una Constitución para Internet.

### Proceso legislativo
El 24 de agosto de 2011 el proyecto fue enviado por la presidenta de Brasil Dilma Rousseff a la Cámara de Diputados. Sin embargo, el 12 de abril de 2012 se aplazó su estudio.
El 8 de julio de 2013, tras darse a conocer el espionaje del que la presidenta Dilma Rousseff era objeto por parte del gobierno de Estados Unidos a través de la Agencia Nacional de Inteligencia (NSA), se urgió por a aprobación del Marco Civil para garantizar los derechos digitales de los ciudadanos y la soberanía tecnológica brasileña.
El proyecto de ley fue aprobado por la Cámara de Diputados el 25 de marzo de 2014 y al día siguiente se remitió al Senado.
El 11 de septiembre de 2013 en el Diário Oficial da União, diario oficial del Brasil, un mensaje de urgencia presidencial de Dilma Rousseff, que luego sería publicado en el Diario Oficial de la Cámara de Diputados, con lo que comenzó a correr un término de 45 días para que la propuesta fuera votada, sin embargo el Senado entró en receso sin que esto ocurriera.
El 26 de marzo de 2014, el proyecto comenzó a ser tramitado en el Senado bajo el número PLC 21 de 2014. Finalmente, sería aprobado por esta cámara alta el 23 de abril de 2014. La aprobación y sanción por la presidenta Dilma fue dada ese mismo día en el marco de la conferencia NETMundial celebrada en la ciudad de Río de Janeiro.

## Contenido
La legislación cuenta con un articulado de 32 numerales divididos en 5 capítulos titulados de la siguiente manera:
- Capítulo I. Disposiciones Preliminares
- Capítulo II. De los derechos y garantías de los usuarios.
- Capítulo III. Del suministro de conexión y de las aplicaciones de internet.
- Capítulo IV. Del ejercicio del poder público
- Capítulo V. Disposiciones finales.

### Derechos

#### Neutralidad de la red
El Marco Civil prevé el principio de neutralidad de la red en su artículo 9o, que establece:

Art. 9.º El responsable de la transmisión, conmutación o ruteo tiene el deber de tratar de forma isonómica cualquier paquete de datos, sin distinción por contenido, origen y destino, servicio, terminal o aplicación. [...] 

§ 2.º En el caso de discriminación o degradación del tráfico prevista en el § 1.º, el responsable en dicho artículo debe:
I – abstenerse de causar daño a los usuarios, de acuerdo con lo dispuesto en el Art. 927 del Código Civil; 
II – actuar con proporcionalidad, transparencia e isonomía; 
III – informar previamente de modo transparente, claro y suficientemente descriptivo a sus usuarios sobre las prácticas de gestión y reducción del tráfico adoptadas, inclusive las relacionadas con la seguridad de la red; y 
IV– ofrecer servicios en condiciones comerciales no discriminatorias y abstenerse de practicar conductas anticompetitivas.